# Tâm lý bài người Mã Lai

Biểu tượng thường gắn liền với tâm lý bài người Mã Lai.

Tâm lý bài người Mã Lai (tiếng Anh: Anti-Malay sentiment) là cảm xúc tiêu cực, biểu hiện ở sự thù địch, sợ hãi, không khoan dung hoặc phân biệt chủng tộc chống lại người Mã Lai, văn hóa Mã Lai ở các nước như Thái Lan và Singapore.

## Thái Lan
Nam Thái Lan (đặc biệt là tỉnh Pattani) là quê hương của người Mã Lai ở Thái Lan. Vào thế kỷ 18, người Thái chiếm được các tỉnh của người Mã Lai ở miền Nam, người Thái cố ý tránh gọi người dân ở đây là người Mã Lai và thay vào đó họ thường gọi là người Thái hồi giáo. Vì mục đích hội nhập, nhà nước Thái Lan đã bài trừ bản sắc của người Mã Lai. Do những chính sách như vậy, ngày càng hiếm người Mã Lai trẻ tuổi nói tiếng Mã Lai. Người Thái Lan có những thành kiến đối với người Hồi giáo nói chung chứ không chỉ là người Mã Lai.
Hiện nay, những người ly khai Mã Lai ở miền nam Thái Lan đòi hỏi sự độc lập cho các tỉnh mà người Mã Lai Hồi giáo thống trị. Điều này đã dẫn tới những vụ giết người do những người khủng bố Hồi giáo thực hiện. Việc bắt giữ người Mã Lai bừa bãi đã gây ra sự nghi ngờ và oán giận đối với chính quyền Thái Lan trong số người dân địa phương.
Cựu Thủ tướng Thaksin đã tuyên bố một đạo luật quân sự ở miền Nam Thái Lan. Sự cố tại Tak Bai dẫn đến cái chết của một số người Mã Lai

## Singapore
Singapore đã từng là làng chài của người Mã Lai phát triển mạnh trước khi trở thành thuộc địa của Anh. Theo Biên niên sử Mã Lai, một hoàng tử Sumatra tên Sang Nila Utama đã thành lập Cựu Singapore vào năm 1299. Tuy nhiên, thành phố Singapore hiện đại bắt đầu từ năm 1819 khi được thành lập bởi Sir Stamford Raffles. Dưới chính quyền Anh, một dòng người di dân đặc biệt là từ Trung Quốc và Ấn Độ di cư sang Singapore. Singapore đã gia nhập Liên bang Malaysia vào ngày 16 tháng 9 năm 1963, cùng với các bang Sabah và Sarawak hiện nay của Malaysia. Kể từ khi Singapore tách khỏi Malaysia vào ngày 9 tháng 8 năm 1965, nó đã trở thành một nước cộng hòa đa chủng tộc có chủ quyền, trong đó, người Hoa chiếm đa số.
Vào những năm 1970, tiếng Quan Thoại được truyền bá qua các tiếng Hoa địa phương. Các trường SAP đã được sáng lập để dạy tiếng Quan Thoại cho người Hoa. Các trường Hoa ngữ bắt đầu nhận được trợ cấp của chính phủ trong khi các trường học khác bị bỏ mặc.
Cựu Thủ tướng Lý Quang Diệu đã từng gây ra một cuộc tranh luận về sự trung thành của người Mã Lai với Singapore. . Trước đó, cựu Tổng thống Indonesia Habibie cáo buộc rằng Lực lượng Vũ trang Singapore phân biệt đối xử với người Mã Lai. Chính phủ Singapore đã thận trọng trong vấn đề trung thành của Malay. Thủ tướng Lý Hiển Long là người ủng hộ chính sách này. Cũng vì lý do đó, người Mã Lai đã gần như vắng mặt trong danh sách học bổng vũ trang và các vị trí hàng đầu trong lực lượng vũ trang.